# 胡安·法维拉
胡安·法维拉·门多萨（西班牙語：Juan Fabila Mendoza，1944年6月5日—），墨西哥男子拳击运动员。他曾代表墨西哥参加1964年夏季奥林匹克运动会拳击比赛，获得男子54公斤级铜牌。